# Demografie des Römischen Reiches

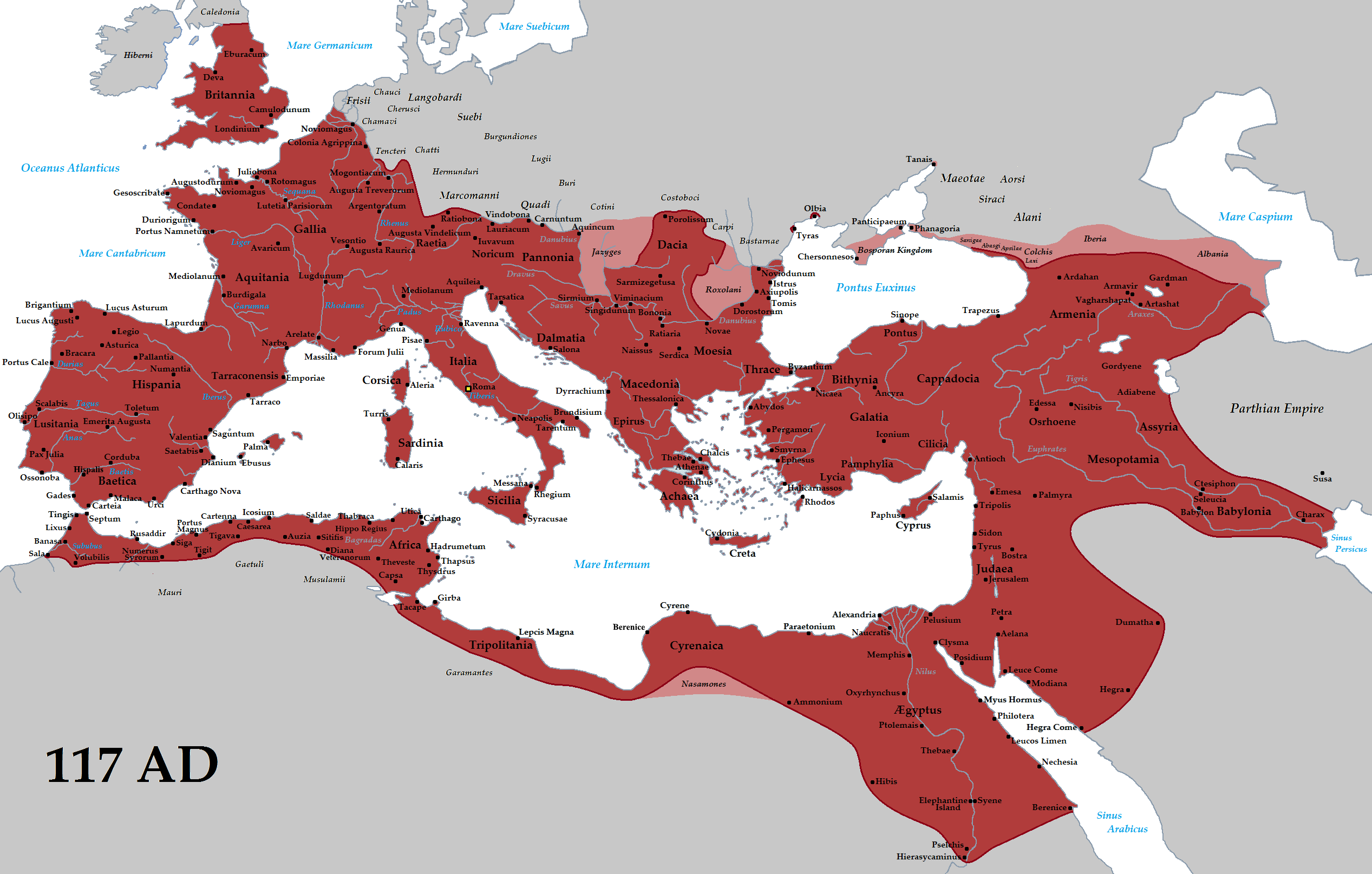
Das Römische Reich erreichte seine größte Ausdehnung während der Herrschaft Trajans im Jahr 117 n. Chr.

Die Bevölkerung des Römischen Reiches im 1. und 2. Jahrhundert wurde auf 59 bis 76 Millionen Personen geschätzt, wobei der Höhepunkt wahrscheinlich kurz vor der Antoninischen Pest (ca. 165 bis 180) erreicht wurde. Der Historiker Kyle Harper geht von 75 Millionen Einwohnern und einer durchschnittlichen Bevölkerungsdichte von etwa 20 Personen pro Quadratkilometer in der Blütezeit aus, wobei die Verstädterung für die Vormoderne ungewöhnlich hoch war. Allein die Bevölkerung der Stadt Rom wird für das 1. und 2. Jahrhundert n. Chr. auf knapp eine Million Einwohner geschätzt. Der Historiker Ian Morris nimmt an, dass keine andere Stadt in Westeurasien bis zum 19. Jahrhundert so viele Einwohner hatte.
Papyrusbelege aus dem römischen Ägypten deuten darauf hin, dass das Rom in der Kaiserzeit – wie andere spätere und daher besser dokumentierte vormoderne Gesellschaften – eine hohe Kindersterblichkeit, ein niedriges Heiratsalter und eine hohe Fruchtbarkeit innerhalb der Ehe aufwies. Etwa die Hälfte der römischen Untertanen starb bis zum Alter von zehn Jahren. Von denjenigen, die das Alter von zehn Jahren erreichten, würde die Hälfte bis zum Alter von 50 Jahren sterben.
Die ethnische Zusammensetzung der Stadt Rom, Italiens und des gesamten Reiches veränderte sich in der Früh- und Spätphase des Reiches aufgrund der Migration erheblich, wobei die Migration im Wesentlichen in zwei getrennte Perioden unterteilt werden kann: Die erste Periode während des Prinzipats, in der Einwanderer aus dem östlichen Mittelmeerraum und dem Nahen Osten in das Kerngebiet des Reiches in Latium einwanderten, und eine zweite Periode, die mit der Spätantike begann und die Einwanderung barbarischer Völker aus Mittel- und Nordeuropa nach Italien und Latium mit sich brachte (Völkerwanderung).

## Hintergrund
Für die Länder rund um das Mittelmeer und ihr Hinterland war der Zeitraum zwischen dem zweiten Jahrtausend v. Chr. und dem frühen ersten Jahrtausend n. Chr. von einem erheblichen Bevölkerungswachstum geprägt. Auf dem Gebiet des späteren Römischen Reiches gab es zwischen dem 12. Jahrhundert v. Chr. und dem 3. Jahrhundert n. Chr. ein geschätztes durchschnittliches jährliches Bevölkerungswachstum (mit jährlichen starken Schwankungen) von etwa 0,1 %, was zu einer Vervierfachung der Gesamtbevölkerung der Region führte. Im östlichen Mittelmeerraum, der zu Beginn des Zeitraums bereits weiter entwickelt war, war das Wachstum mit etwa 0,07 % pro Jahr langsamer und damit stärker als in der Folgezeit; von etwa 200 n. Chr. bis 1800 n. Chr. verzeichnete die europäische Reichshälfte nur ein jährliches Wachstum von etwa 0,06 bis 0,07 % (Europa als Ganzes verzeichnete jährliche Wachstumsraten von 0,1 %), und die nordafrikanischen und westasiatischen Teile des Reiches wuchsen fast überhaupt nicht.
Im Vergleich dazu verzeichnete das Gebiet des heutigen China zwischen 1 n. Chr. und 1800 n. Chr. ein jährliches geschätztes Wachstum von 0,1 %. Nach einem Bevölkerungsrückgang infolge des Zerfalls der westlichen Hälfte des römischen Staates im 5. und 6. Jahrhundert erreichte Europa wahrscheinlich im 12. und 13. Jahrhundert wieder die Bevölkerung der römischen Ära. Nach einem weiteren Rückgang durch den Schwarzen Tod übertraf es diese Werte ab Mitte des 15. Jahrhunderts.
Es gibt keine zuverlässigen Aufzeichnungen über die allgemeine Demografie des Römischen Reiches. Es gibt auch keine detaillierten lokalen Aufzeichnungen, wie sie der demografischen Untersuchung des frühneuzeitlichen Europas zugrunde liegen. Aus literarischen Quellen sind zahlreiche impressionistische, moralisierende und anekdotische Beobachtungen zur Demografie überliefert; diese sind für die Untersuchung der römischen Demografie von eher geringem Nutzen.

## Sterblichkeit und Lebenserwartung
Die Lebenserwartung bei der Geburt im Römischen Reich wird auf etwa 22 bis 33 Jahre geschätzt. Für die zwei Drittel bis drei Viertel der Bevölkerung, die das erste Lebensjahr überlebten, wird die Lebenserwartung im Alter von einem Jahr auf etwa 34–41 verbleibende Jahre geschätzt (d. h. sie wurden voraussichtlich 35–42 Jahre alt), während die Lebenserwartung für die 55–65 %, die bis zum Alter von fünf Jahren überlebten, etwa 40–45 Jahre betrug, obwohl viele aus unterschiedlichen Gründen, darunter Kriege bei Männern und Müttersterblichkeit bei Frauen, viel länger oder kürzer lebten. Auch wenn diese Zahlen mehr auf Vermutungen als auf antiken Belegen beruhen, die spärlich und von zweifelhafter Qualität sind, deuten die bekannten sozialen und wirtschaftlichen Bedingungen des Römischen Reiches auf eine Lebenserwartung hin, die sich an der üblichen unteren Grenze der vormodernen Bevölkerung bewegt. Die römische Demografie lässt sich mit den verfügbaren Daten für Indien und das ländliche China zu Beginn des 20. Jahrhunderts vergleichen, wo die Lebenserwartung bei der Geburt ebenfalls in den 20er Jahren lag.
Etwa 300 Volkszählungsprotokolle aus Ägypten aus den ersten drei Jahrhunderten n. Chr. sind erhalten. Der Altertumswissenschaftler Roger S. Bagnall und der Politikwissenschaftler Bruce Frier haben daraus Altersverteilungen für Frauen und Männer erstellt, die eine Lebenserwartung bei der Geburt von 22 bis 25 Jahren zeigen, Ergebnisse, die weitgehend mit Modell-Lebenszeittabellen übereinstimmen. Andere Quellen, die für Bevölkerungsrekonstruktionen verwendet werden, sind Skelette aus Friedhöfen, römische Grabsteine in Nordafrika und eine als „Ulpians Lebenszeittabelle“ bekannte Tabelle über Erbschaftssteuern. Die Grundlage und Interpretation dieser Quellen ist umstritten: Die Skelette lassen sich nicht eindeutig datieren, die Grabsteine zeigen nicht repräsentative Bevölkerungsgruppen, und die Quellen der „Ulpianschen Lebenstabelle“ sind unbekannt. Da sie jedoch mit den niedrigen Überlebensraten der römischen Elite in den literarischen Quellen übereinstimmen und mit den Daten von Bevölkerungen mit vergleichsweise hohen Sterblichkeitsraten übereinstimmen, wie im Frankreich des 18. Jahrhunderts und in China, Indien und Ägypten zu Beginn des 20. Jahrhunderts, stützen sie die Grundannahme der römischen Demografie, dass die Lebenserwartung bei der Geburt bei nur wenig über 20 Jahren lag.
Da keine moderne Bevölkerung, für die genaue Beobachtungen vorliegen, eine so niedrige Lebenserwartung hat, müssen Modell-Lebenszeittabellen verwendet werden, um die Altersdemografie dieser Bevölkerung zu verstehen. Diese Modelle, die auf historischen Daten beruhen, beschreiben typische Bevölkerungen mit unterschiedlichen Sterblichkeitsraten. Für seinen demografischen Überblick über das Römische Reich verwendete Frier das Modell West, das er als „das allgemeinste und am besten anwendbare Modell“ ansieht. Da es auf nur einem empirischen Input beruht, kann die Modell-Lebenszeittafel nur ein sehr ungefähres Bild der römischen Demografie liefern. In zwei wichtigen Punkten kann die Tabelle die römische Situation ernsthaft verfälschen: die strukturelle Beziehung zwischen Jugend- und Erwachsenensterblichkeit und die relativen Sterblichkeitsraten zwischen den Geschlechtern. In jedem Fall ist davon auszugehen, dass die römische Sterblichkeit zu verschiedenen Zeiten, an verschiedenen Orten und vielleicht auch in verschiedenen Klassen stark variierte. Eine Schwankung von zehn Jahren wäre nicht ungewöhnlich gewesen. Eine Lebenserwartung zwischen 20 und 30 Jahren ist daher plausibel, auch wenn sie in einigen Gebieten (z. B. malariaverseuchte Stadtbezirke auf der einen Seite und hochgelegene Siedlungen mit geringer Bevölkerungsdichte auf der anderen Seite) unter- oder überschritten werden konnte. Die Lebenserwartung in der Tabelle steigt mit dem Alter, bevor sie wieder fällt. Dies lässt sich mit der hohen Kindersterblichkeit von knapp 50 Prozent erklären.
|                                     | Frauen        | Frauen  | Frauen          | Männer        | Männer  | Männer          |
| ----------------------------------- | ------------- | ------- | --------------- | ------------- | ------- | --------------- |
| Alter                               | Sterblichkeit | Gruppe  | Lebenserwartung | Sterblichkeit | Gruppe  | Lebenserwartung |
| 0                                   | 0.3056        | 100,000 | 25.0            | 0.3517        | 100,000 | 22.8            |
| 1                                   | 0.2158        | 69,444  | 34.9            | 0.2147        | 64,826  | 34.1            |
| 5                                   | 0.0606        | 54,456  | 40.1            | 0.0563        | 50,906  | 39.0            |
| 10                                  | 0.0474        | 51,156  | 37.5            | 0.0404        | 48,041  | 36.2            |
| 15                                  | 0.0615        | 48,732  | 34.2            | 0.0547        | 46,099  | 32.6            |
| 20                                  | 0.0766        | 45,734  | 31.3            | 0.0775        | 43,579  | 29.4            |
| 25                                  | 0.0857        | 42,231  | 28.7            | 0.0868        | 40,201  | 26.6            |
| 30                                  | 0.0965        | 38,614  | 26.1            | 0.1002        | 36,713  | 23.9            |
| 35                                  | 0.1054        | 34,886  | 23.7            | 0.1168        | 33,035  | 21.3            |
| 40                                  | 0.1123        | 31,208  | 21.1            | 0.1397        | 29,177  | 18.7            |
| 45                                  | 0.1197        | 27,705  | 18.5            | 0.1597        | 25,101  | 16.4            |
| 50                                  | 0.1529        | 24,389  | 15.6            | 0.1981        | 21,092  | 14.0            |
| 55                                  | 0.1912        | 20,661  | 13.0            | 0.2354        | 16,915  | 11.8            |
| 60                                  | 0.2715        | 16,712  | 10.4            | 0.3091        | 12,932  | 9.6             |
| 65                                  | 0.3484        | 12,175  | 8.4             | 0.3921        | 8,936   | 7.7             |
| 70                                  | 0.4713        | 7,934   | 6.5             | 0.5040        | 5,432   | 6.1             |
| 75                                  | 0.6081        | 4,194   | 4.9             | 0.6495        | 2,694   | 4.6             |
| 80                                  | 0.7349        | 1,644   | 3.6             | 0.7623        | 944     | 3.4             |
| 85                                  | 0.8650        | 436     | 2.5             | 0.8814        | 225     | 2.4             |
| 90                                  | 0.9513        | 59      | 1.8             | 0.9578        | 27      | 1.7             |
| 95                                  | 1.0000        | 3       | 1.2             | 1.0000        | 1       | 1.2             |
| Frier, „Demography“, 789, Tabelle 1 |               |         |                 |               |         |                 |

Die Haupttodesursachen in den vormodernen Gesellschaften waren nicht die chronischen Erkrankungen am Lebensende, die die Sterblichkeit in den Industriegesellschaften kennzeichnen, oder primäre Unterernährung, sondern akute Infektionskrankheiten, die sich unterschiedlich auf die Altersverteilung der Bevölkerung auswirken. So war beispielsweise die Lungentuberkulose in der Antike in weiten Teilen der Roms verbreitet; die Todesfälle konzentrierten sich in der Regel auf die frühen Zwanziger, wo die Modell-Lebenszeittabellen einen Tiefpunkt der Sterblichkeit zeigen.
Die Sterblichkeitsrate bei Jugendlichen war in Rom um zwei Drittel höher als im frühneuzeitlichen Großbritannien. Eine so hohe Sterblichkeitsrate hielt von Investitionen in das Humankapital ab, was das Produktivitätswachstum behinderte, eine große Zahl abhängiger Witwen und Waisen hervorbrachte und langfristige private und gesellschaftliche Wirtschaftsplanung erschwerte. Mit der Verbreitung von schwächenden Krankheiten war die Zahl der effektiven Arbeitsjahre sogar noch weniger: Die gesundheitsbereinigte Lebenserwartung (HALE), die Zahl der in guter Gesundheit verbrachten Jahre, weicht in modernen Gesellschaften um höchstens 8 % von der Lebenserwartung ab. In Gesellschaften mit hoher Sterblichkeitsrate, wie z. B. in Rom, konnte sie bis zu einem Sechstel (17 %) unter der Gesamtlebenserwartung liegen. Bei einer HALE von weniger als 20 Jahren wäre die wirtschaftliche Produktivität des Reiches sehr gering gewesen.

## Fertilität
Um bei einer solchen Sterblichkeitsrate das Ersatzniveau aufrechtzuerhalten, geschweige denn ein nachhaltiges Wachstum zu erreichen, musste die Fertilitätsrate sehr hoch sein. Bei einer Lebenserwartung von zwanzig bis dreißig Jahren müssten Frauen zwischen 4,5 und 6,5 Kinder zur Welt bringen, um das Reproduktionsniveau zu halten. In Anbetracht der hohen Scheidungs-, Witwen- und Sterilitätsraten hätte die Geburtenrate über diesem Ausgangswert liegen müssen, d. h. bei etwa sechs bis neun Kindern pro Frau. Die Fruchtbarkeit konnte nicht lange unter oder über dem Ersatzniveau liegen. Eine Bevölkerung, die ein jährliches Wachstum oder einen Rückgang von 0,7 % beibehält, würde sich jedes Jahrhundert verdoppeln oder halbieren. Solche Raten waren lokal oder über einen kurzen Zeitraum hinweg möglich, und während Epidemien könnten die Sterbefälle die Geburten deutlich übersteigen; langfristig war die Konvergenz zum Erhaltungsniveau die Regel.
Die überlieferten Volkszählungsprotokolle aus dem römischen Ägypten zeigen eine Bevölkerung, die den demografischen Wandel noch nicht durchlaufen hatte; künstliche Fruchtbarkeitskontrollen wie Empfängnisverhütung und Abtreibung waren in der römischen Zeit nicht weit verbreitet, um die natürliche Fruchtbarkeit zu verändern. Lediglich die Familienbeschränkung, bei der Paare die Fortpflanzung einstellten, nachdem sie eine akzeptable Kinderzahl erreicht hatten, könnten vorgekommen sein. Es gibt jedoch keinen Hinweis darauf, dass selbst diese Beschränkung weit verbreitet war.
Das kaiserliche Rom entspricht weitgehend dem sogenannten mediterranen Muster der Eheschließung: Männer heirateten spät und Frauen früh. Die Belege für das Heiratsalter sind für die römischen Eliten recht solide: Von den Männern der senatorischen Klasse wurde erwartet, dass sie in ihren frühen Zwanzigern heirateten, während von Frauen bald nach dem Erreichen des frühsten gesetzlichen Heiratsalters von zwölf Jahren heirateten. Das Heiratsalter der unteren Schichten lag nach der plausibelsten Interpretation der Belege aus den Grabdenkmälern der Unterschicht deutlich darüber: Frauen heirateten in ihren späten Teenagerjahren oder frühen Zwanzigern und Männer in ihren späten Zwanzigern oder frühen Dreißigern.
Das römische Muster steht somit im Gegensatz zum östlichen (d. h. ostasiatischen) Muster, bei dem sowohl Männer als auch Frauen jung heirateten. In China, dem wichtigsten Beispiel für das östliche Muster, war die Fruchtbarkeit ebenfalls geringer als in Rom. Dies wurde offenbar durch eine Kombination aus langem Stillen, selektiver Kindstötung bei Mädchen und männlicher Enthaltsamkeit erreicht, obwohl die Einzelheiten umstritten sind. Römische Familien weisen einige Merkmale des östlichen Musters auf. So gab es im römischen Ägypten den Brauch des längeren Stillens, wodurch sich die Abstände zwischen den Geburten verlängert haben könnten. Das ägyptische Fruchtbarkeitsniveau ist vergleichbar mit dem des frühneuzeitlichen japanischen Dorfes Nakahara, in dem etwa die Hälfte der Bevölkerung eine Familienbeschränkung praktizierte. Nach Ansicht des Historikers Walter Scheidel spricht dies für die Häufigkeit der Familienbeschränkung selbst in vermeintlich natürlichen Fruchtbarkeitsregimen.
Die römische und griechische Literatur- und Rechtstradition verweist häufig auf die östlichen demografischen Merkmale der Kindstötung und der Aussetzung von Kindern. Obwohl das Ausmaß dieser Praktiken wahrscheinlich nicht gering war, ist es dennoch unmöglich, sie zu quantifizieren, und die berichteten Geschlechterverhältnisse lassen kein Urteil über die Prävalenz des Femizids zu. Diese östlichen Merkmale waren im mittelalterlichen oder neuzeitlichen Europa nicht vorherrschend, wo es kulturelle und strukturelle Faktoren gab, die diese Praktiken direkt verhinderten oder ihre Auswirkungen auf die Kindersterblichkeit verringerten; dazu gehörten unter anderem die religiöse Lehre des mittelalterlichen Christentums, rechtliche Beschränkungen, Institutionen der Findelkinderbetreuung, Kinderarbeit und Ammenwesen. In der griechischen und römischen Gesellschaft waren diese Faktoren schwach ausgeprägt oder gar nicht vorhanden.

## Migration

### DNA-Auswertungen
Genetische Studien ergeben, dass die eisenzeitliche Bevölkerung Latiums – das Gründungsvolk der Römischen Republik – weitgehend den modernen europäischen (72 %) und mediterranen (10 %) Völkern ähnelte. Ihre genetische Zusammensetzung war eine Mischung aus frühen europäischen Bauern und westlichen Jägern und Sammlern, wobei etwa 30 % der Abstammung aus der Steppe (Kurgankultur bzw. Indogermanen) stammten.
Später, beginnend mit dem Prinzipat im Jahr 27 v. Chr., kam es zu einer beträchtlichen Migration in die Stadt Rom und ihre Umgebung aus den Ostteilen des Reiches, die eine erhebliche Verschiebung der ethnischen Zusammensetzung zur Folge hatte, wobei der Anteil der einheimischen europäischen Bevölkerung auf nur bis zu 4 % sank, während die mediterrane Komponente auf 24 % anstieg. Die größte Veränderung ergab sich jedoch durch die Einwanderung von Völkern aus dem östlichen Mittelmeerraum und dem Nahen Osten, die 68 % der Stichproben der Kaiserzeit ausmachten und genetisch den Einwohnern der modernen Levante, Anatolien, Zypern, Griechenland und Malta ähnelten.
In der Spätantike ebbte diese östliche Migration ab und wurde durch die Einwanderung der europäischen Barbarenvölker aus dem Norden ersetzt. Folglich nahm die ethnische Zusammensetzung einen zunehmend mittel- bzw. nordeuropäischen Charakter an. Dieser Trend verstärkte sich während der Völkerwanderungszeit noch und hielt auch noch lange nach dem Zusammenbruch des Weströmischen Reiches an, da Italien politischer immer enger mit seinen nördlichen Nachbarn verbunden war, z. B. über das Heilige Römische Reich. Diese gegensätzlichen östlichen und europäischen Migrationswellen könnten zu der modernen genetischen Differenzierung entlang der italienischen Halbinsel beigetragen haben, wobei die Forschung eine genetische Ähnlichkeit der Norditaliener mit den Westeuropäern und eine süditalienische Ähnlichkeit mit dem Nahen Osten und Nordafrika nachgewiesen hat.

### Analyse der Inschriften von Grabstätten
Analysen von Grabinschriften mit Namen von Bestatteten bestätigten den genetischen Nachweis und zeigten darüber hinaus, dass die Einwanderung aus dem Ausland in die Stadt Rom selbst am stärksten war, während die einheimische Bevölkerung in ganz Italien möglicherweise auf eine Minderheit reduziert wurde. Außerdem legt die Analyse nahe, dass diese Einwanderung in erster Linie auf der Einfuhr von Sklaven und nicht auf freien Einwanderern beruhte. Im Laufe der Zeit machte die Sklavenbevölkerung einen beträchtlichen Teil der Einwohnerschaft aus, was sowohl auf die liberale Praxis der Freilassung von Sklaven im antiken Rom als auch auf eine hohe Geburtenrate zurückzuführen war, die möglicherweise sogar höher war als die der Einheimischen, wie die Analyse von Gräber ergab.

### Zeitgenössische Berichte und Bewertungen
Es gibt nicht viele zeitgenössische Aussagen über die Migration nach Italien und Rom. Von den überlieferten Aussagen sind die meisten entweder zurückhaltend oder negativ gegenüber dem Zustrom von Ausländern, was ein Hinweis auf das breite Ausmaß sein könnte, in dem er stattfand. So berichtet der Historiker Suetonius von zwei bemerkenswerten Fällen, in denen Maßnahmen ergriffen wurden, um die durch die Masseneinfuhr von Sklaven entstandenen Spannungen zu mildern. Im ersten Fall hatte Gaius Iulius Caesar als Diktator auf Lebenszeit verfügt, dass mindestens ein Drittel der in der Viehzucht beschäftigten Arbeitskräfte frei geboren sein musste und nicht als Sklaven arbeiten durfte – die Viehzucht war eine der Hauptarbeitsbereiche in Italien. Im zweiten Fall ging der erste Kaiser Augustus noch weiter und versuchte, die Gewährung von Freiheit und Staatsbürgerschaft für Sklaven gänzlich einzuschränken. Dieses Spannungsverhältnis zwischen der einheimischen Bevölkerung und Ausländern während der Kaiserzeit spiegelt sich auch in einem privaten Brief von Seneca dem Jüngeren an seine Mutter wider.
Der Satiriker und Dichter Juvenal beklagt in seinen Satiren wiederholt den Zustrom fremder Griechen nach Rom und die Bedrohung der römischen Traditionen. Einige der zeitgenössischen Aussagen geben Aufschluss über die große Zahl von Ausländern im alten Rom, insbesondere in Form von Sklaven. Scipio Aemilianus erinnerte in einer Rede vor den Wählern in Rom daran, dass er einen großen Teil von ihnen als Gefangene nach Rom gebracht hatte, was darauf hindeutet, welchen hohen Anteil an der Bevölkerung frühere Kriegsgefangene aus Afrika oder Spanien zu dieser Zeit, unmittelbar nach dem Dritten Punischen Krieg, ausgemacht haben könnte. Während die meisten Äußerungen neutral oder negativ gegenüber Ausländern waren, zeigte eine Rede des Kaisers Claudius, die sogenannte Lyoner Rede (nach dem Ort, an dem die Tafel entstand), eine positivere Haltung gegenüber den ausländischen Provinzen Italiens; er drängt die Senatoren erfolgreich, reiche Gallier aus Lugdunum in den römischen Senat aufzunehmen, indem er deren Treue und Ergebenheit gegenüber Rom lobt.

### Aussehen
Was die Daten über die Pigmentierung von Augen, Haaren und Haut betrifft, so wurden die folgenden Ergebnisse aus der Studie über die antike DNA von elf Individuen aus der Eisenzeit und der republikanischen Periode, die aus Latium und den Abruzzen stammen, und 27 Individuen aus dem Mittelalter und der frühen Neuzeit, die aus Latium stammen, gewonnen. In der Eisenzeit und der republikanischen Periode ist die Augenfarbe bei 27 % der untersuchten Personen blau und bei den übrigen 73 % dunkel. Die Haarfarbe ist zu 9 % blond oder dunkelblond und zu 91 % dunkelbraun oder schwarz. Die Hautfarbe ist bei 82 % mittel, bei 9 % mittel bis dunkel und bei den restlichen 9 % dunkel oder sehr dunkel. Für das Mittelalter und die frühe Neuzeit ergeben sich dagegen folgende Ergebnisse: Die Augenfarbe ist bei 26 % der untersuchten Personen blau und bei den übrigen 74 % dunkel. Die Haarfarbe ist bei 22 % blond oder dunkelblond, bei 11 % rot und bei 67 % dunkelbraun oder schwarz. Die Hautfarbe ist bei 15 % blass, bei 68 % mittel, bei 10 % mittel oder dunkel und bei den restlichen 7 % dunkel oder sehr dunkel.

### Migration aus Italien in die Provinzen
Die Geografie des Mittelmeers ermöglichte Migration, zumal die erfolgreiche Gründung und Ausdehnung neuer Siedlungen diese erforderte. Mehrfach wurde dies auch für die Gründung von Kolonien außerhalb Italiens genutzt; zu Beginn des Reiches lebten etwa 750.000 Italiener in den Provinzen. Julius Caesar, Marcus Antonius und Augustus siedelten viele ihrer Veteranen in Kolonien, in Italien und in den Provinzen an. Zur Zeit des Augustus setzten sich die Legionen hauptsächlich aus ethnischen Latinern/Italienern und Galliern aus den Cisalpinen zusammen. Der Historiker Theodor Mommsen schätzte, dass unter Hadrian fast ein Drittel der Bevölkerung des östlichen Numidiens (ungefähr das heutige Tunesien) von römischen Veteranen abstammte.

## Bevölkerung
Moderne Schätzungen der Bevölkerung des Römischen Reiches begannen mit der grundlegenden Arbeit des Historikers Karl Julius Beloch aus dem 19. Jahrhundert. Seine Schätzungen der Fläche der verschiedenen Teile des Reiches, die auf planimetrischen Schätzungen zeitgenössischer Militärkartographen beruhen, wurden von keinem modernen Forscher völlig verworfen und bieten ein Mindestmaß an Plausibilität. Belochs Schätzung der Bevölkerung des Reiches im Jahr 14 n. Chr. aus dem Jahr 1886 hat der Kritik der Zeitgenossen und des 21. Jahrhunderts standgehalten und liegt modernen Analysen zugrunde (seine Revision dieser Zahlen aus dem Jahr 1899 wird weniger geschätzt). Nur seine Schätzungen für Anatolien und die Levante bedurften einer umfassenden Überarbeitung; Belochs geschätzte Bevölkerungszahl von 19 Millionen ergab Bevölkerungsdichten, die in diesen Gebieten bis ins 20. Jahrhundert nicht erreicht wurden. In einer Schätzung der Bevölkerung des Reiches aus dem Jahr 2000 hält Frier eine Zahl von 12 Millionen für „wesentlich plausibler“. Auch Belochs Zahlen für Spanien und Afrika wurden von ihm nach unten korrigiert. In einer Veröffentlichung von 2017 schlägt der Historiker Kyle Harper 75 Millionen für das gesamte Reich vor, mit 16 Millionen für Anatolien und Großsyrien. Diese Schätzung ergibt eine Bevölkerungsdichte von etwa 20 Einwohnern pro Quadratkilometer, nach modernen Maßstäben eine niedrige Zahl, wo z. B. eine Bevölkerungsdichte von 300 Einwohnern pro Quadratkilometern in Deutschland im 21. Jahrhundert erreicht wird.
| Region | Fläche (1000 km²) | Bevölkerung (in Millionen) | Dichte (pro km²) |
| --- | ----------------- | -------------------------- | ---------------- |
| Griechische Halbinsel | 160               | 3                          | 19               |
| Anatolien | 670               | 10                         | 15               |
| Levante | 140               | 6                          | 43               |
| Ägypten (Nildelta) | 30                | 5                          | 167              |
| Osten | 1000              | 24                         | 24,0             |
| Britannien | 160               | 2                          | 13               |
| Italien (mit Inseln) | 310               | 14                         | 45               |
| Nordafrika | 420               | 8                          | 19               |
| Iberien | 590               | 9                          | 15               |
| Gallien und Germanien | 680               | 12                         | 18               |
| Donauraum | 670               | 6                          | 9                |
| Westen | 2830              | 49                         | 17,3             |
| Römisches Reich | 3830              | 75                         | 19,6             |
| Die „Fläche“ umfasst die Klientelkönigreiche, die kurz nach 14 n. Chr. übernommen wurden. nach Harper (2017), S. 31, Tabelle 2.1. |                   |                            |                  |

Harper schätzt die Bevölkerung zur Zeit des Augustus auf 60 Millionen, ein Neuntel mehr als Belochs Schätzung von 1886, und geht von einem Bevölkerungswachstum von 0,1 % pro Jahr aus, das nach fast zwei Jahrhunderten 75 Millionen erreichte. Schätzungen aus dem frühen 21. Jahrhundert gehen davon aus, dass die Sklaven etwa 15 % der Gesamtbevölkerung des Reiches ausmachten; die entsprechende Zahl wäre in Italien viel höher und in Afrika und Ägypten viel niedriger.
| Region | Fläche (1000 km²) | Bevölkerung 14 n. Chr. (Millionen) | Dichte 14 n. Chr. (pro km²) | Bevölkerung 164 n. Chr. (Millionen) | Dichte 164 n. Chr. (pro km²) | Wachstum (in %) |
| --- | ----------------- | ---------------------------------- | --------------------------- | ----------------------------------- | ---------------------------- | --------------- |
| Griechische Halbinsel | 267               | 2,8                                | 10,5                        | 3,0                                 | 11,2                         | 7,1             |
| Anatolien | 547               | 8,2                                | 15,0                        | 9,2                                 | 16,8                         | 12,2            |
| Levante | 109               | 4,3                                | 39,4                        | 4,8                                 | 44,0                         | 11,6            |
| Zypern | 9,5               | 0,2                                | 21,2                        | 0,2                                 | 21,1                         | –               |
| Ägypten | 28                | 4,5                                | 160,7                       | 5,0                                 | 178,6                        | 11,1            |
| Libyen | 15                | 0,4                                | 26,7                        | 0,6                                 | 40,0                         | 50,0            |
| Osten | 975,5             | 20,4                               | 20,9                        | 22,9                                | 23,5                         | 12,3            |
| Annektierte Gebiete |                   |                                    |                             | 0,2                                 |                              |                 |
| Osten (mit annektierten Gebieten) |                   |                                    |                             | 23,1                                |                              |                 |
| Italien | 250               | 7,0                                | 28,0                        | 7,6                                 | 30,4                         | 8,6             |
| Sizilien | 26                | 0,6                                | 23,1                        | 0,6                                 | 23,1                         | –               |
| Sardinien/Korsika | 33                | 0,5                                | 15,2                        | 0,5                                 | 15,2                         | –               |
| Maghreb | 400               | 3,5                                | 8,8                         | 6,5                                 | 16,3                         | 85,7            |
| Iberien | 590               | 5,0                                | 8,5                         | 7,5                                 | 12,7                         | 50,0            |
| Gallien und Germanien | 635               | 5,8                                | 9,1                         | 9,0                                 | 14,2                         | 55,2            |
| | 430               | 2,7                                | 6,3                         | 4,0                                 | 9,3                          | 48,1            |
| Westen | 2364              | 25,1                               | 10,6                        | 35,7                                | 15,1                         | 42,2            |
| Annektierte Gebiete |                   |                                    |                             | 2,5                                 |                              |                 |
| Westen (mit annektierten Gebieten) |                   |                                    |                             | 38,2                                |                              |                 |
| Gesamtes Reich | 3339,5            | 45,5                               | 13,6                        | 61,4                                | 15,9                         | 34,9            |
| Die „Fläche“ umfasst die Klientelkönigreiche, die kurz nach 14 n. Chr. übernommen wurden. Nach Frier, „Demography“, S. 812, Tabelle 5, 814, Tabelle 6. |                   |                                    |                             |                                     |                              |                 |

Für die gesamte Antike gibt es nur wenige aufgezeichnete Bevölkerungszahlen, und die, die es gibt, sind oft rhetorisch oder symbolisch. Im Gegensatz zu modernen Staaten wurde das römische Bürgerrecht den Bewohnern des römischen Territoriums außerhalb der Stadt Rom und ihres Umlands nicht automatisch verliehen. Im 1. Jahrhundert v. Chr. wurde das Bürgerrecht auf die gesamte italienische Halbinsel ausgedehnt, eine Region, die nur 5 % des Territoriums des Römischen Reiches ausmachte. Darüber hinaus wurden bei den römischen Volkszählungen nur die erwachsenen Bürger erfasst, und es ist unklar, ob und wann auch Frauen als Bürgerinnen gezählt wurden. Die meisten überlieferten Zahlen der römischen Volkszählungen stammen aus der Spätphase der Römischen Republik und der frühen Kaiserzeit. Für die frühe Republik bis zum 1. Jahrhundert n. Chr. sind serielle Statistiken über die Zahl der römischen Bürger aus den Volkszählungsberichten überliefert, nur die Zahlen für die Zeit nach der Mitte des 3. Jahrhunderts. Für das 2. Jahrhundert v. Chr. sind vierzehn Zahlen verfügbar (von 258.318 bis 394.736 gezählte Bürger). Für das 1. Jahrhundert v. Chr. sind nur vier Zahlen verfügbar, die einen großen Bruch zwischen 70/69 v. Chr. (910.000) und 28 v. Chr. (4.063.000) aufweisen. Die Interpretation der späteren Zahlen – die augusteischen Volkszählungen von 28 v. Chr., 8 v. Chr. und 14 n. Chr. – ist daher umstritten. Andere Interpretationen der augusteischen Volkszählungen, wie die des Historikers Elio Lo Cascio, ergeben abweichende Bevölkerungszahlen für die gesamte Kaiserzeit.
Das Zukommen der cisalpinischen Provinz und der italischen Verbündeten nach dem Bundesgenossenkrieg würde einen Teil des Bevölkerungswachstums des 1. Jahrhunderts v. Chr. erklären. Alternative Lesarten der augusteischen Volkszählung akzeptieren beide die grundsätzliche Richtigkeit der Zahlen; sie gehen von unterschiedlichen Methoden seitens der Volkszähler aus. Die Standardinterpretation geht davon aus, dass die Volkszähler alle Bürger und Angehörige – Männer, Frauen und Kinder – in die augusteischen Zählungen einbezogen; die revidierte Interpretation geht davon aus, dass die Volkszähler nur erwachsene Männer zählten, wie sie es in der republikanischen Zeit getan hatten. Während die Standardinterpretation durch keinerlei textinterne Belege gestützt wird, reduziert sie die implizite Anzahl der Bürger für Italien im Jahr 28 v. Chr. von 10 Millionen auf 4 Millionen. Die hohe Gesamtzahl wird durch aufgezeichnete Landkonflikte in der späten Republik und andere Hinweise auf Bevölkerungsdruck gestützt; gleichzeitig stimmt sie nicht gut mit vergleichbaren Belegen aus anderen Zeiten und anderen Teilen des Reiches überein.
| Standardauslegung der augusteischen Volkszählungen            | 8–9   | 310 | 26–29 |
| Überarbeitete Interpretation der augusteischen Volkszählungen | 12–13 | 310 | 39–42 |
| Nach Scheidel, „Demography“, S. 47                            |       |     |       |

### Frühere Schätzungen
Beloch schätzte 1886 die Bevölkerung des Reiches während der Herrschaft des Augustus (um das Jahr 0) wie folgt:
| Region                 | Bevölkerung (in Mio.) |
| ---------------------- | --------------------- |
| Gesamtes Reich         | 54                    |
| Europäischer Teil      | 23                    |
| Asiatischer Teil       | 19,5                  |
| Nordafrikanischer Teil | 11,5                  |

Der Historiker J. C. Russell schätzte 1958 die Bevölkerung des Reiches im Jahr 350 n. Chr. wie folgt:
| Region                 | Bevölkerung (in Mio.) |
| ---------------------- | --------------------- |
| Gesamtes Reich         | 39,3                  |
| Europäischer Teil      | 18,3                  |
| Asiatischer Teil       | 16                    |
| Nordafrikanischer Teil | 5                     |

Demografische Studien gehen von einem Bevölkerungshöchststand aus, der zwischen 70 Millionen (vergleichbar mit dem zeitgleichen und ähnlich großen Han-Reich in China), davon ein Zehntel in Italien selbst, und mehr als 100 Millionen liegt.

## Urbanisierung

Die Städte der römischen Welt in der Kaiserzeit

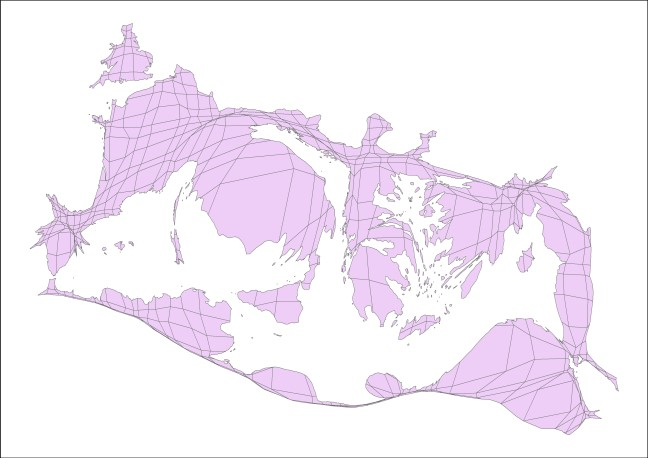
Kartogramm der geschätzten Bevölkerungszahlen der Städte in der römischen Welt in der Kaiserzeit

Nach den Maßstäben vormoderner Volkswirtschaften war das Römische Reich stark urbanisiert. Bis 2016 wurden in der römischen Welt 1.388 urbane Siedlungen aus der späten republikanischen und frühen kaiserlichen Zeit identifiziert. Man geht davon aus, dass die Stadt Rom zu ihrer Blütezeit mindestens eine Million Einwohner zählte, eine Zahl, die in Europa erst im 19. Jahrhundert wieder erreicht wurde. Als kaiserliche Hauptstadt wurde Rom durch Sachleistungen aus dem gesamten Reich aufrechterhalten; keine andere Stadt konnte auf diesem Niveau aufrechterhalten werden. Die anderen großen Städte des Reiches wie Alexandria, Antiochia, Karthago, Ephesus und Salona hatten mehr als hunderttausend Einwohner, wobei Alexandria eine geschätzte Einwohnerzahl von einer halben Million hatte.
Die meisten dieser 1.388 Städte waren klein und hatten in der Regel etwa 5.000 Einwohner. Von den 885 Städten, deren bebaute Fläche geschätzt wurde, weisen 405 Städte (etwas weniger als die Hälfte) eine Fläche auf, die auf eine Bevölkerung von mehr als 5.000 Einwohnern schließen lässt, und etwa 8 % (69 von 885) der Stätten haben eine Fläche, die auf eine Bevölkerung von mehr als 30.000 Einwohnern schließen lässt. Die Extrapolation einer Stichprobe von 52 ausgegrabenen Stätten lässt auf eine kaiserzeitliche Stadtbevölkerung von 14 Millionen in etwa 600 Städten mit mehr als 5.000 Einwohnern schließen, ein Viertel oder ein Fünftel der modernen Schätzungen der Gesamtbevölkerung des Reiches, ein höherer Anteil der Stadtbevölkerung als in Europa um die Wende des 19. Jahrhunderts.
Die hohe Sterblichkeitsrate und die vormodernen sanitären Verhältnisse führten dazu, dass in den städtischen Regionen mehr Menschen starben als geboren wurden. Die Bevölkerung konnten nur durch ständige Zuwanderung aufrechterhalten werden. Die großen Städte kurbelten die Nachfrage in der Wirtschaft an, und zwar nicht nur nach landwirtschaftlichen Erzeugnissen, sondern auch nach Handwerks- und Luxusgütern.